# Emerich von Stadion

Emerich von Stadion

Emerich Simon Damian Joseph Graf von Stadion-Thannhausen (* 17. Februar 1838 in Raab in Ungarn oder Bad Radkersburg, Steiermark; † 3. August 1901 in St. Pölten oder in Wien) war ein österreichischer Schriftsteller.

## Leben und Wirken
Emerich von Stadion stammte aus der Philippinischen Linie des Adelsgeschlechts Stadion und wurde als Sohn des k.k. Leutnant Damian Friedrich Joseph Graf von Stadion (* 25. September 1802 als Zwilling mit Maria Anna Franziska Walpurga, am 25. Oktober 1864 verstorben) und der Katharina, geb. Prinzessin Ghika von Desansalva, Tochter des Konstantin Ghika, Fürst des Fürstentum Moldau und des Fürstentum Walachei geboren. Er ehelichte 1867 Marie Madelaine Gräfin von Gourieff; die Ehe wurde 1868 geschieden. Mit seinem Bruder Philipp Franz Joseph Graf von Stadion, * Gersdorf bei Graz (?) 4. Oktober 1847, k.k. Dragoner-Oberleutnant in Innsbruck,  letzter Fideikommissherr der Besitzungen der Stadion und verstorben am 13. September 1908 in Kauth (Kauty) in Böhmen, am 9. Juli 1874 in Bremen verehelicht mit Maria Cisar (* Prag 20. Dezember 1850), erloschen die Grafen von Stadion im Namensträgerstamm.
Emerich Graf von Stadion schrieb schon im Alter von elf Jahren ein Theaterstück, das Zaubermärchen „Der Erdgeist“, und komponierte ein erstes Klavierstück. Bis Mitte der 1860er Jahre stand er in militärischem Dienst, zeichnete sich als Offizier bei den Kaiserjägern in den Schlachten von Magenta und Solferino aus. Nach kurzer Zeit als Ehemann führte er ein Wanderleben, verkehrte Mitte der 1860er Jahre in Graz im Umfeld des Leopold von Sacher-Masoch und wurde ein enger Freund von Emile Mario Vacano, dem er 1868 drei autobiographisch deutbare Erzählungen unter dem Titel „Drei seltsame Erinnerungen“ widmete. Später trat er in Laientheater zu wohltätigen Zwecken auf und war Gast in literarischen Zirkeln. Sein schriftstellerisches Werk umfasst vorwiegend Lustspiele, an Romanen von Vacano beteiligte er sich als Komponist der dort abgedruckten Liedeinlagen und schrieb Salonmusik. Zu seinen Freunden und Korrespondenzpartnern zählen Franz Keim und Carl Debrois van Bruyck.

## Werke (Auswahl)
- Eine Ehe auf Pastell. Lustspiel in zwei Aufzügen. C. A. Sachse, Wien 1865. (Digitalisat)
- Drei seltsame Erinnerungen. Pisz, Bochnia 1868. (Digitalisat)
- Dornen. Erinnerungen und Ahnungen in drei Romanen von Emile Marco Vacano und Emerich von Stadion. Pest 1869.
- Christa. Drama in vier Aufzügen. Heckenast, Pest 1869, Neuauflage im Jahr 2011. (Digitalisat)
- Rhapsodieen eines Heimatlosen im Herzen. Hoffmann & Campe, Hamburg 1872.
- Asta’s Lieder. Die Herzensgeschichte einer Gräfin. Erzählt von Graf Emerich Stadion und Emile Mario Vacano. Melodien von Graf Emerich Stadion. Schottlaender, Breslau 1882.
- Zigeuner-Reime aus dem Wanderbuche meines Lebens. Engel, Wien 1884.
- Einsame Lieder. Bruns, Minden 1885.
- Duft und Schnee. Gedichte. Bruns, Minden 1886.
- Die Schwalbe. Schauspiel in zwei Aufzügen. G. Kromer 1890.
- Requiem von Graf Emerich von Stadion. Melodram für Solovioline mit Pianoforte op. 49, Edouard Gautier, Partitur und Stimme. Regensburg 1910.